# Hydriomena roseoviridis
Hydriomena roseoviridis är en fjärilsart som beskrevs av W. Warren 1904. Hydriomena roseoviridis ingår i släktet Hydriomena och familjen mätare. Inga underarter finns listade i Catalogue of Life.